# مقاطعة توريك
مقاطعة توريك (بالإنجليزية: Turek County)‏ هي مقاطعة في محافظة بولندا الكبرى، غرب وسط بولندا. تأسست في 1 يناير 1999، نتيجة لإصلاحات الحكومة التي تم تمريرها في عام 1998.
مقرها الإداري وأكبر بلدة هي توريك، التي تقع على بعد 117 كم (73 ميل) شرق العاصمة الإقليمية بوزنان. تحتوي المقاطعة أيضًا على منطقة توليشكو، وتقع على بعد 16 كم (10 ميل) شمال غرب توريك، ودوبرا، على بعد 15 كم (9 ميل) جنوب شرق توريك.